# West Bend (Wisconsin)
West Bend è una città degli Stati Uniti, situata nella contea di Washington, nello Stato del Wisconsin.